# Sigueruelo
Sigueruelo es una localidad perteneciente al municipio de Santo Tomé del Puerto, en la provincia de Segovia, comunidad autónoma de Castilla y León, España. Tiene una población de 15 habitantes (INE 2024)
Su nombre es un diminutivo de la vecina Siguero.

## Historia
El territorio es repoblado durante la reconquista por la Comunidad de Villa y Tierra de Sepúlveda, quedando encuadrado el pueblo dentro del Ochavo de Prádena.
Data del siglo XV la primera alusión por escrito al pueblo conocida, siendo barrio dependiente de Siguero, del que logró independizarse en la siguiente centuria al superar a Siguero en población.
Fue un municipio independiente hasta 1973, cuando se anejó a Santo Tomé del Puerto.

## Geografía humana

### Demografía
| Gráfica de evolución demográfica de Sigueruelo entre 1842 y 1970 |
| |
| Población de derecho según los censos de población del INE Población de hecho según los censos de población del INEEntre el censo de 1981 y el anterior, este municipio desaparece porque se integra en el municipio 40191 (Santo Tomé del Puerto) |

| 43            | 45 | 42 | 37 | 38 | 34 | 30 | 29 | 27 | 24 | 24 | 21 | 15 |
| (Fuente: INE) |    |    |    |    |    |    |    |    |    |    |    |    |

## Cultura

### Patrimonio
- Iglesias de San Sebastián, tras arruinarse en 1820 se rehabilitó entre 1845 y 1850. Destaca la torre del campanario, una cruz procesional construida en plata que data del siglo XVI y el incensario de estilo rococó del siglo XVIII;[10]
- Toril de Sigueruelo, edificio vernáculo de mampostería que servía para guardar toros sementales de propiedad comunal;
- Potro de herrar, centro de reunión y eventos locales;
- Cañada Real Soriana Occidental, conocida aquí como Cañada de la Vera de la Sierra;
- Parque Natural de la Sierra Norte de Guadarrama, donde destaca la Senda del Caslilla de 7,10 km;
- La Enebra, árbol monumental con entre 400 y 500 años, 7 metros de circunferencia de tronco y una altura de 9 metros;[11]
- Numerosas cuevas, destacando las de Las Mesillas I, Peñaltilla, Ranchón, La Mora, Las Mesillas II o Vega del Caslilla.
- Sabinar, declarado Lugar de Interés Comunitario por la Red Natura 2000.[12][5]

### Fiestas
- San Sebastián, a finales de enero, con una matanza popular;
- Nuestra Señora de la Merced, el 24 de septiembre. Su imagen se caca en procesión, la romería incluye con las jotas populares y paloteo.
- Hacenderas, donde los vecinos realizan trabajos para el pueblo y el Ayuntamiento ofrece comida.[12][13]